# Emil Weber Meek
Emil Weber Meek (født 20. august 1988 i Trondheim i Norge) en norsk MMA-udøver. Han repræsenterer klubben Frontline Academy i Oslo og konkurrerer i weltærvekt-klassen i UFC (Ultimate Fighting Championship). Han har i sin karriere besejret bemærkelsesværdige navne som danske Frodi Vitalis Hansen og svenske Per Franklin, begge på TKO (slag) i 2013.
Meek voksede op på Nesna i Nordland, og har senere boet i Mosjøen, Trondheim og Oslo. Han har fået mediedækning i Norge i blandt andet VG og Nettavisen. VG lavede også en dokumentar om Meek kaldet «Løvehjerte» Dokumentaren følger Meeks forberedelser til hans første professionelle kamp som endte med en brækket arm og nederlag. Efter dette nederlag vandt Meek 4 kampe i træk blev blandt andet udnævnt til «2013 Prospect of the Year» af det nordiske MMA-netmagasin MMA Viking. Han deltog også i Insider sin dokumentar om MMA-miljøet.
I mars 2014 lagde han sig under kniven for at få styr på en skulderskade.
Han har været «ringsidemad» for den norske bokser, Cecilia Brækhus i hendes kamp mod Mia St. John.
21. maj 2016 besejrede Meek MMA-veteranen Rousimar Palhares via teknisk knockout 45 sekunder inde i 1. omgang. Dette var hans store MMA-gennembrud og hans adgangsbillet til UFC.

## Ultimate Fighting Championship
Meek skrev kontrakt med UFC i 2016. Han debuterede 10. december i UFC 206 og besejrede kanadiske Jordan Mein via dommerafgørelse etter tre omgange. Under første 1. omgang brækkede han ribbenet, men trodsede smerterne og vandt de resterende to omgange. Meek vandt kampen via enstemmig afgørelse (29–28, 29–28, 29–28).
Meek mødte polske Bartosz Fabiński den 22. juli, 2018 på UFC Fight Night: Shogun vs. Smith. Efter en solid indsats med et godt stående game, tabte han kampen via enstemmig afgørelse, efter at være blevet domineret på gulvet af Fabiński i 3. omgange .
Meek driver MMA Trondheim sammen med Thomas Formo.

## Mesterskaber og priser
- Venator Fighting Championship
  - Venator Welterweight Championship (1 gang)
- Nordic MMA Awards: MMAViking.com
  - 2013 Prospect of the Year
  - 2016 Fighter of the Year

## MMA-rekordliste
| Resultat | Sejre/Nederlag | Modstander           | Metode                        | Turnering                               | Dato               | Omgang | Tid  | Sted                   | Noter                                                                         |
| -------- | -------------- | -------------------- | ----------------------------- | --------------------------------------- | ------------------ | ------ | ---- | ---------------------- | ----------------------------------------------------------------------------- |
| Nederlag | 9-3 (1)        | Kamaru Usman         | Dommerafgørelse (enstemmig)   | UFC Fight Night 124 - Stephens vs. Choi | 14. januar 2018    | 3      | 5:00 | Missouri, USA          |                                                                               |
| Sejr     | 9-2 (1)        | Jordan Mein          | Dommerafgørelse (enstemmig)   | UFC 206 - Holloway vs. Pettis           | 10. december 2016  | 3      | 5:00 | Toronto, Canada        | UFC-debut.                                                                    |
| Sejr     | 8-2 (1)        | Rousimar Palhares    | TKO (slag og albuer)          | Venator FC 3 - Palhares vs. Meek        | 21. maj 2016       | 1      | 0:45 | Milano, Italien        | Vandt Venator Fighting Championship weltervægt-mesterskabet.                  |
| Sejr     | 7-2 (1)        | Christophe Van Dijck | TKO (slag)                    | BOB 5 - Battle of Botnia 2015           | 28. november 2015  | 2      | N/A  | Umeå, Sverige          |                                                                               |
| Sejr     | 6-2 (1)        | Kai Puolakka         | Submission (guillotine choke) | Cage - Cage 32                          | 23. oktober 2015   | 3      | 2:20 | Helsingfors, Finland   |                                                                               |
| Nederlag | 5-2 (1)        | Albert Odzimkowski   | TKO (slag)                    | FEN 8 - Summer Edition                  | 31. juli 2015      | 1      | 3:30 | Kołobrzeg, Polen       |                                                                               |
| NC       | 5-1 (1)        | Piotr Danielski      | NC                            | BA 7 - Exped Cup                        | 14. maj 2015       | 3      | 5:00 | Szczecin, Polen        | Oprindelig sejr til Piotr Danielski, men blev senere ændret til "no contest". |
| Sejr     | 5-1            | Per Franklin         | TKO (slag)                    | SC 9 - Gothenburg                       | 23. november 2013  | 2      | 1:40 | Göteborg, Sverige      |                                                                               |
| Sejr     | 4-1            | Tato Primera         | TKO (slag)                    | SHC 8 - Paraisy vs. Balde               | 21. september 2013 | 1      | 0:50 | Genova, Schweitz       |                                                                               |
| Sejr     | 3-1            | Raymond Jarman       | TKO (slag)                    | EMMA 5 - Frederiksberg                  | 19. april 2013     | 1      | N/A  | København, Danmark     |                                                                               |
| Sejr     | 2-1            | Frodi Vitalis Hansen | TKO (slag)                    | EMMA 4 - Fight Time in Viborg           | 2. marts 2013      | 1      | 1:00 | Viborg, Danmark        |                                                                               |
| Nederlag | 1-1            | Mohammed Abdallah    | TKO (slag)                    | FG 25 - Fighter Gala 25                 | 12. maj 2012       | 1      | 4:33 | Frederiksberg, Danmark |                                                                               |
| Sejr     | 1-0            | Magnus Frekman       | KO (slag)                     | RMP - Ultimate Rage 1                   | 12. marts 2011     | 1      | 0:25 | Barnsley, England      |                                                                               |